# Grant Schubert
Grant Schubert, né le 1er août 1980 à Loxton, est un joueur australien de hockey sur gazon.

## Palmarès
- Médaille d'or aux Jeux olympiques d'Athènes en 2004
- Médaille de bronze aux Jeux olympiques de Pékin en 2008[1]